# Dimeragrion clavijoi
Dimeragrion clavijoi là loài chuồn chuồn trong họ Megapodagrionidae. Loài này được De Marmels miêu tả khoa học đầu tiên năm 1999.